# 50 mètres

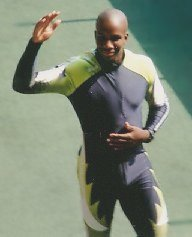
Donovan Bailey lors du 50 mètres de Cologne, 1997

Le 50 mètres est une épreuve d'athlétisme qui consiste en un sprint en ligne droite qui se court entre 5 et 6 secondes pour les athlètes les plus rapides. Elle se pratique en salle et en extérieur en ligne droite. 
Cette épreuve est pratiquée par les très jeunes catégories (15 ans et moins). C'est une épreuve destinée à tester les qualités de sprint tout en évitant le surentraînement. On retrouve sur cette distance des coureurs de 100 mètres et de 60 mètres.
Le record du monde, réalisé en salle, est détenu depuis 1996 par le Canadien Donovan Bailey chez les hommes (5 s 56, soit une moyenne de 32,37 km/h) et depuis 1995 par la Russe Irina Privalova chez les femmes (5 s 96, soit 30,20 km/h de moyenne). L'ancien record du monde de 50 mètres était établi en 1973 en 5,61 s.
Le record du monde a été égalé en 1999 par Maurice Greene.

## Déroulement de la course
La course se pratique presque tout le temps en salle à l'intérieur de l'anneau de piste en cercle sur une piste généralement utilisée pour le 60 mètres. La course se fait en trois étapes.
Le départ
Le départ est décisif : si un mauvais départ arrive ou que le coureur est hésitant tout est perdu. Les coureurs prennent toute leur explosivité et toutes leurs force et puissance au départ mais il ne faut ni se blesser ni perdre l'équilibre.[réf. nécessaire]
Les première foulées
Les premières foulées doivent détruire le sol pousser contre en étant incliné de façon à envoyer le sol en arrière[réf. nécessaire]
La fin
C'est le moment où l'on doit se redresser progressivement et de façon très fluide mais rapidement car l'on a pas beaucoup de temps, puis l'on doit garder une vitesse de foulée rapide tout en se propulsant loin avec en bon rythme tout cela de manière fluide.[réf. nécessaire]